# Gaub-Höhle
Die Gaub-Höhle oder auch Ghaub-Höhle (englisch Gaub Cave, offiziell OGhaub Cave) ist eine Höhle im Nordosten Namibias in der Region Oshikoto. Sie liegt einige Kilometer südwestlich der Stadt Tsumeb in den Otavibergen. Die Höhle trägt den Namen der gleichnamigen Farm, auf der sie zu finden ist.

## Entdeckung
Die Entdeckung geht laut den im Gebiet der Höhle ansässigen San und Damara auf den Missionar und Forscher Heinrich Vedder zurück. In historischen Aufzeichnungen der Farm wird die Entdeckung durch Vedder in die Zeit um 1913 gelegt. Erste Erwähnung fand die Höhle 1914 in einem geologischen Artikel.

## Höhle und Aufbau
Die Höhle ist von einem Eingang „als Loch im Boden“ gekennzeichnet. Das Höhlensystem ist mehr als 2,5 Kilometer lang und liegt bis zu 38 Meter unter der Erdoberfläche. Weite Teile der Höhle sind mit spitzen Steinen und Felsen übersät, was eine Erkundung erschwert. 
Die Höhle verfügt nicht über so ausgedehnte Stalagmit- und Stalaktitformationen wie andere Höhlen im südlichen Afrika. Dennoch gilt Gaub als eine interessante Anlaufstelle für Geologen und steht auch anderen interessierten Besuchern offen.
Im Höhleninneren herrscht ein humides, warmes Klima.